# Zastava BGA 30 mm
Zastava BGA 30 mm je srpski automatski bacač granata kalibra 30 mm. Bacač granata dizajnirao je ruski KBP dizajnerski biro iz Tula, dok ga je proizvela srpska vojna industrija Zastava Arms iz Kragujevca.
Zastava BGA namijenjena je gađanju ciljeva pri različitim vremenskim i terenskim uvjetima. Osnovna namjena ovog oružja je onesposobljavanje otkrivenih i prikrivenih ciljeva na udaljenostima do 1700 metara te neutraliziranje lakih oklopnih vozila na udaljenostima do 1000 metara. Osim na tlu, Zastava BGA može se postaviti na vojna borbena vozila i helikoptere.
Uz bacač se isporučuje i ciljnički uređaj NSBG-1 koji služi za izravno, poluizravno i neizravno gađanje. Masa bacača je 45 kg, a ciljničkog uređaja 1 kg. Okomito je polje djelovanja od -5° do +70°, a vodoravno polje pokriva 30°.
Kao streljivo koriste se granate kalibra 30 mm, a kapacitet spremnika je 29 granata. Puca samo brzometno, brzina ispaljivanja granata kreće se od 50 do 400 granata u minuti.
Zastavin bacač granata poslužuju tri vojnika: strijelac, strijelčev pomoćnik i opskrbljivač streljivom.

## Vanjske poveznice
- Automatic Grenade Launcher M93 sa Službene mrežne stranice proizvođača Zastava Arms (engl.)